# Typ DII (Straßenbahn Timișoara)
Als Typ DII wird eine sieben Fahrzeuge umfassende Serie zweiachsiger Triebwagen der Straßenbahn Timișoara in Rumänien bezeichnet. Die normalspurigen Zweirichtungs-Wagen mit Holzaufbau entstanden in den Jahren 1922 bis 1924 in Eigenregie des örtlichen Verkehrsbetriebs Tramvaiele Comunale Timișoara (T.C.T.).

## Produktion
Nachdem sich der 1921 erfolgte Umbau zweier kleiner Weitzer-Triebwagen zu größeren D-Triebwagen nicht bewährte, begann die Timișoaraer Straßenbahngesellschaft 1922 alternativ damit, vollständig neue Triebwagen herzustellen. Diese Kopien des Typs D wurden zur Abgrenzung von ersterer Baureihe als Typ DII bezeichnet und waren die ersten vor Ort im Eigenbau entstandenen Triebwagen überhaupt. Abgesehen davon sammelte die Werkstatt jedoch schon früher Erfahrung mit dem Neubau von Anhängern. So entstanden bereits während des Ersten Weltkriegs die Beiwagen 01 bis 03 im Eigenbau, ab 1921 beziehungsweise 1922 dann die Typen AII und C. Die sieben DII-Wagen wurden wie folgt hergestellt, ihre elektrische Ausrüstung erhielten sie gebraucht von zu Beiwagen umgebauten Weitzer-Triebwagen des Baujahrs 1899:
| 1922: | 45                |
| 1923: | 47 und 48         |
| 1924: | 49, 50, 51 und 52 |

Der erste DII-Wagen hatte anfangs eine andere Nummer, die nicht überliefert ist. Er wurde noch vor 1929 in 45 umnummeriert um die zuvor entstandene Lücke zwischen den beiden D-Wagen zu schließen, die unter den Nummern 44 und 46 eingereiht waren. Nach Fertigstellung der DII-Wagen entwickelte man 1925 den moderneren Typ F, weshalb nicht mehr als sieben Exemplare gebaut wurden. Die DII-Wagen waren ferner die letzten mit einem Rollenstromabnehmer in Dienst gestellten Wagen in Timișoara, erhielten aber schon um 1925 herum – wie alle anderen Typen auch – modernere Lyrastromabnehmer montiert.

## Einsatzgeschichte und Verbleib
Die DII-Wagen kamen entweder solo oder mit zweiachsigen Beiwagen aller damals in Timișoara vorhandenen Typen zum Einsatz. Dies waren von Beginn an die Typen A, AII und C, ab 1928 dann auch die modernere Baureihe CII. Fünf der sieben DII-Wagen baute die Gesellschaft schließlich in den Jahren 1959 bis 1964 wie folgt zu geräumigeren Aufbauwagen der Typen Pionier T.5 beziehungsweise T1-62 um, wobei sie – mit Ausnahme des zuletzt modernisierten – zunächst die Nummern ihrer Spenderwagen behielten:
| 45: | 1962 zu T1-62 umgebaut       | ab 1964 neue Nummer 71  |
| 49: | 1959 zu Pionier T.5 umgebaut | ab 1964 neue Nummer 147 |
| 50: | 1961 zu Pionier T.5 umgebaut | ab 1964 neue Nummer 153 |
| 51: | 1962 zu T1-62 umgebaut       | ab 1964 neue Nummer 72  |
| 52: | 1964 zu T1-62 umgebaut       | neue Nummer 77          |

Unabhängig davon verloren die Wagen bereits in den Jahren 1956–1960 ihre Lyrastromabnehmer zugunsten von Scherenstromabnehmern. Aus den zwei im Originalzustand verbliebenen D-Wagen 47 und 48 entstand hingegen 1959 ein festgekuppelter Zwillingstriebwagen, wobei Wagen 47 seinen Stromabnehmer verlor. Der Doppelwagen wurde als zusätzlicher Reservezug für die Linien 4 nach Freidorf (vier Umläufe), 8 in die Mehala (drei Umläufe) und 9 in die Ronaț (zwei Umläufe) benötigt. Für diese standen damals ansonsten nur zehn Zweirichtungs-Doppeltriebwagen zur Verfügung, das heißt neun des Typs FII und einer des Typs Fa. 1964 erhielt schließlich Wagen 47 die neue Nummer 165 und Wagen 48 die neue Nummer 166.
Die 1966 erfolgte Umstellung der – mittlerweile in Linie 4 umbenannten Mehala-Linie – auf Dreiwagenzüge auf Basis der etwas jüngeren F-Wagen machte den Einsatz der letzten beiden DII-Wagen entbehrlich. Sie dienten fortan, wiederum einzeln fahrend, als Personalwagen. Eines der beiden Fahrzeuge baute die Straßenbahngesellschaft zwischen 1969 und 1973 noch zu einem Arbeitswagen um. Hierbei erhielt er – analog zum Gütertriebwagen und Schneepflug V.S.1 – in Wagenmitte auf beiden Seiten eine zweiteilige Schiebetür eingebaut, im Gegenzug wurden die Einstiegsplattformen verschlossen. Das umgebaute Fahrzeug erhielt dabei die Bezeichnung V.S.2, wobei V.S. für vagon de serviciu – das heißt Dienstwagen – stand. Der erste Dienstwagen Nummer 2 war hingegen ab 1964 ganz ohne Betriebsnummer im Einsatz. Als Arbeitswagen fand der letzte DII-Wagen schließlich noch bis in die zweite Hälfte der 1970er Jahre Verwendung.
Von den sieben DII-Wagen blieb letztlich nur der ehemalige Wagen 45 als Museumswagen erhalten, wenn auch im umgebauten Zustand als T1-62-Triebwagen.